# Spelaeoniscus vallettai
Spelaeoniscus vallettai är en kräftdjursart som beskrevs av S. Caruso 1975. Spelaeoniscus vallettai ingår i släktet Spelaeoniscus och familjen Spelaeoniscidae. Inga underarter finns listade i Catalogue of Life.